# Wodnicha kropkowana

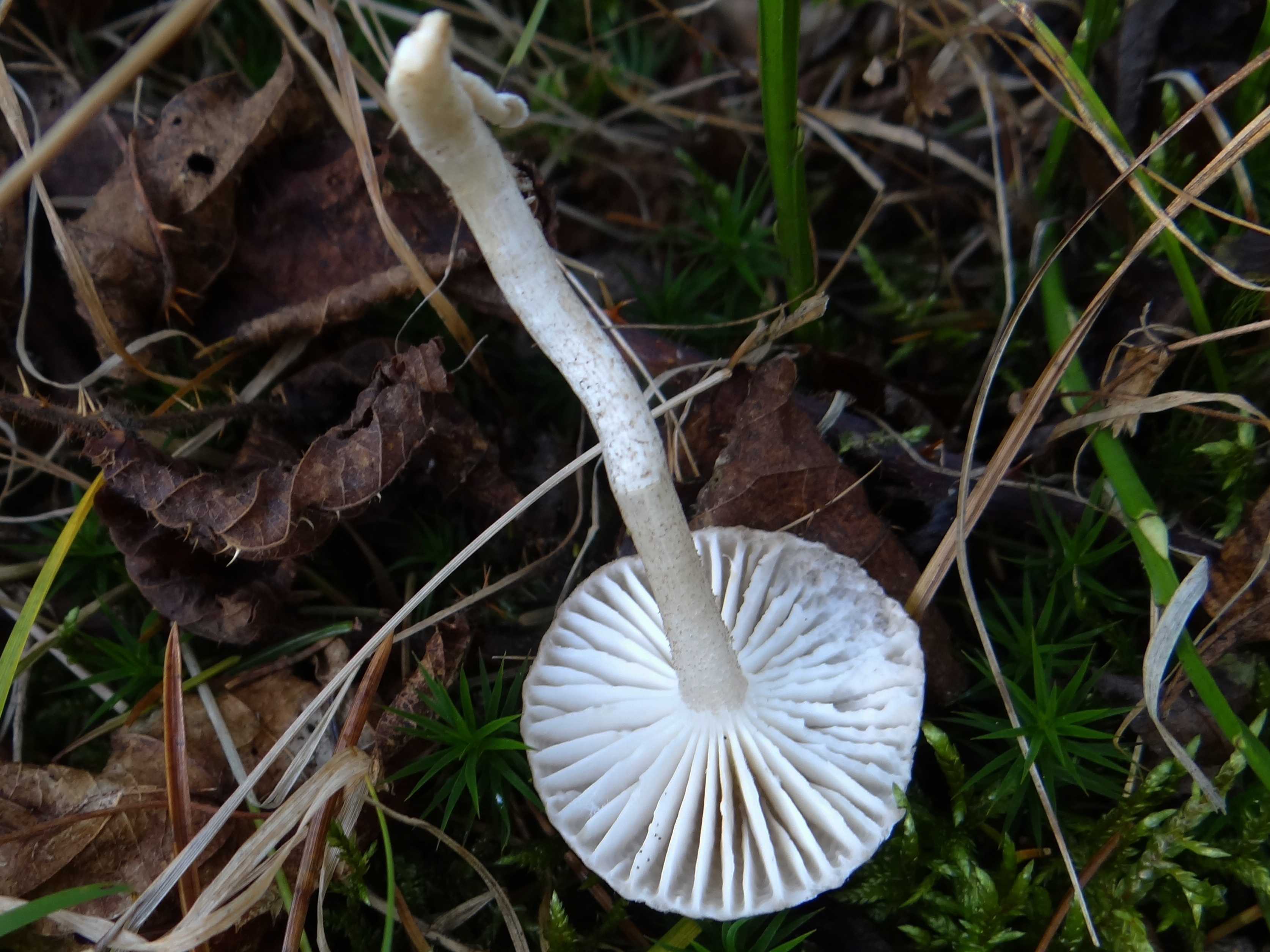

Wodnicha kropkowana (Hygrophorus pustulatus (Pers.) Fr.) – gatunek grzybów z rodziny wodnichowatych (Hygrophoraceae).

## Systematyka i nazewnictwo
Pozycja w klasyfikacji według Index Fungorum: Hygrophorus, Hygrophoraceae, Agaricales, Agaricomycetidae, Agaricomycetes, Agaricomycotina, Basidiomycota, Fungi.
Po raz pierwszy takson ten zdiagnozował w 1801 r. Persoon nadając mu nazwę Agaricus pustulatus. Obecną, uznaną przez Index Fungorum nazwę nadał mu w 1838 r. Elias Fries, przenosząc go do rodzaju Hygrophorus.
Synonimów naukowych ma kilkanaście. Niektóre z nich:

- Agaricus pustulatus Pers. 1801
- Hygrophorus pustulatus (Pers.) Fr. 1838, subsp. pustulatus
- Hygrophorus tephroleucus (Pers.) Fr. 1838, var. tephroleucus
- Hygrophorus tephroleucus (Pers.) Fr.
- Limacium pustulatum (Pers.) P. Kumm.
- Limacium tephroleucum (Pers.) P. Kumm.

Nazwę polską podali Barbara Gumińska i Władysław Wojewoda w 1983 r., przez B. Gumińską w 1997 r. gatunek ten opisywany był jako wodnicha punktowana.

## Morfologia
Kapelusz
Średnica 2–5 cm, kształt początkowo dzwonkowaty, później rozpostarty, czasami z niewielkim garbkiem lub wklęsły na środku. Starsze owocniki mają nieregularnie pozaginany brzeg. Powierzchnia o barwie od szarej do szarobrązowej, u młodych owocników nieco lepka, u starszych sucha. Charakterystyczną cechą jest nakropienie powierzchni delikatnymi czarniawymi łuseczkami i włókienkami.
Blaszki
Rzadkie, białawe i nieco łukowato zbiegające na trzon. Są dość grube, różnej długości, czasami u trzonu tworzą anastomozy.
Trzon
Wysokość od 4 do 8 cm, grubość 0,5–1 cm, początkowo walcowaty i pełny, później pusty w środku i rozszerzający się ku górze. Powierzchnia sucha i pokryta charakterystycznymi ziarenkami barwy oliwkowej, brunatnej lub czarniawej. Pod mikroskopem można zaobserwować, że są to pęczki włosków o średnicy 5–8 µm.
Miąższ
Miękki, biały, nie zmieniający barwy po uszkodzeniu. Smak łagodny, brak wyraźnego zapachu.
Cechy mikroskopowe
Wysyp zarodników biały. Zarodniki eliptyczne, gładkie, nieamyloidalne, o rozmiarach 7–9 × 4–5 μm. 

## Występowanie i siedlisko
Występuje w Ameryce Północnej, Środkowej i w Europie. W Polsce gatunek niezbyt częsty, częściej spotykany w górach, rzadziej na niżu.
Rośnie na ziemi w lasach iglastych i mieszanych, szczególnie pod świerkami i sosnami, obserwowany był także pod jodłami. Owocniki wytwarza od września do października.

## Znaczenie
Grzyb mikoryzowy, grzyb jadalny.

## Gatunki podobne
- wodnicha pachnąca (Hygrophorus agathosmus), jest też szara, ale nie ma na trzonie i kapeluszu ziarenkowatych łatek[7],
- wodnicha oliwkowobiała (Hygrophorus olivaceoalbus) jest śluzowato-mazista i ma trzon z zygzakowatym wzorem, na kapeluszu brak ziarenek[7].